# DR-Baureihe 98.6
In die Baureihe 98.6 wurden 1925 von der Deutschen Reichsbahn die Baureihen D VIII und T 4I der Bayerischen Staatsbahnen eingeordnet. Stationiert waren sie unter anderem im Bahnbetriebswerk Neustadt.